# Austrey
Austrey är en ort och civil parish i Storbritannien.   Den ligger i grevskapet Warwickshire och riksdelen England, i den södra delen av landet, 160 km nordväst om huvudstaden London. Austrey ligger 82 meter över havet och antalet invånare är 993.
Terrängen runt Austrey är platt, och sluttar västerut. Runt Austrey är det tätbefolkat, med 257 invånare per kvadratkilometer. Närmaste större samhälle är Sutton Coldfield, 19,6 km sydväst om Austrey. Trakten runt Austrey består till största delen av jordbruksmark.